# Srednji Atlas
Srednji Atlas (amaziško: ⴰⵟⵍⴰⵚ ⴰⵏⴰⵎⵎⴰⵙ, Atlas Anammas, arabsko الأطلس المتوسط, latinizirano: al-Aṭlas al-Mutawassiṭ) je gorovje v Maroku. Je del gorske verige Atlas, gorate regije z več kot 100.000 km2, 15 odstotki kopenske mase, ki se dviga nad 2000 metrov. Srednji Atlas je najsevernejša in druga najvišja od treh glavnih verig gorovja Atlas v Maroku. Na jugu, ločen z rekama Moulouja in Um Er-Rbiâ, leži Visoki Atlas. Srednji Atlas tvori skrajni zahodni konec velikega planotastega bazena, ki se razteza proti vzhodu v Alžirijo, prav tako pa ga omejujejo Tellski Atlas na severu in Saharski Atlas na jugu, oba pa večinoma ležita v Alžiriji. Severno od Srednjega Atlasa in ločeno z reko Sebou ležijo gore Rif, ki so podaljšek sistema Baetic, ki vključuje Sierra Nevado na jugu Španije. Porečje reke Sebou ni le glavna transportna pot med atlantskim Marokom in sredozemskim Marokom, ampak je območje, ki ga napaja Srednji Atlas in predstavlja glavna kmetijska regija v državi.
Berberski makak (Macaca sylvanus) izvira iz srednjega Atlasa, glavne populacije pa se pojavljajo le v omejenem območju v delih Maroka in Alžirije. Sneg se v Srednjem Atlasu obdrži pozimi in se lahko pojavi že pri 600 m nadmorske višine.

## Geografija in ekologija
Province Srednjega Atlasa obsegajo 23.000 km2 površine in obsegajo 18 % celotne gorate površine Maroka. Province Khénifra, Ifrane, Boulmane, Sefrou, Khemisset, El Hajeb ter deli provinc Taza in Beni Mellal ležijo v regiji Srednji Atlas. Béni Mellal ob reki Oum Er-Rbia je označen kot vrata v Srednji Atlas.
Srednji Atlas je trdna gorata gmota dolžine 350 km na severovzhodu Maroka z edinstvenim šarmom. Zaradi svoje biotske raznovrstnosti, tako v favni kot v flori, je Srednji Atlas pomembna turistična destinacija. Regija je znana po pojavu ogroženega prvaka, berberskega makaka (Macaca sylvanus); ta opica je bila v prazgodovini veliko bolj razširjena po celotnem severnem Maroku. V pogorju Srednjega Atlasa najdemo tudi divjo svinjo in dihurja.
Geomorfološka struktura je:
- Predvsem apnenec.
- Mizasta skala na zahodu, ki sega do nadmorske višine od 800 do 1000 metrov.
- Nagubana skala proti severovzhodu in poteka do višin nad 3000 m, z najvišjo točko, Džebel Bou Naceur na 3340 m.
- Prepredeno z vulkanskimi planotami.

Po gorskih pobočjih se razprostirajo obsežni gozdovi atlaške cedre, ki jih sekajo globoke doline. Gorski predeli Srednjega Atlasa, ki mejijo na bogato Plaene du Saïs in mesta Fes, Meknes in Beni Mellal, so trdnjava berberskih plemen, ki govorijo tamazight in živijo z zelo redki poselitvi.
Srednji Atlas prečka ena glavnih dostopnih cest do juga Maroka, ki povezuje Fes s Tafilaletom. Je na severovzhodu Atlasa. Srednji Atlas se na vzhodu konča v narodnem parku Tazekka s pokrajino, polno ozkih kanjonov in jam. Na jugu Sefrouja se izmenjujejo gozdovi cedre, hrasta črnike (Quercus rotundifolia) in hrasta plutovca s ploščami, vulkansko odstranjenimi in majhnimi, polnimi ribjih jezer. Dragulj Srednjega Atlasa je narodni park Ifrane, ki je med Khenifro in Ifrane.
Najvišja točka Srednjega Atlasa je Džebel Bou Naceur (3340 m). 15 km severozahodno leži drugi najvišji gorski masiv Moussa ou Sabel (3172 m) in Džebel Bou Iblane (3081 m), ki leži blizu Immouzer Marmoucha.

### Podnebje
Srednji Atlas je zaradi svoje nadmorske višine v zimskih mesecih snežen, poleti pa ima hladno podnebje. Mesto Ifrane ima v zimskih mesecih dovolj snega, da ponuja nastanitev, ki je v Afriki precej redka: je smučišče.

## Glavna porečja
Srednji Atlas vključuje štiri glavna porečja:
- Porečje reke Sebou: s površino približno 40.000 km2, ki se izliva v Atlantski ocean.
- Bazen Oum Errabiaa: razprostira se na površini od 35.000 km2 in se izliva v Atlantski ocean.
- Bazen Bou Regreg: pokriva površino približno 10.000 km2 in se izliva v Atlantski ocean.
- Porečje Moulouja: izvira v regiji Almssid in odmaka Srednji in Visoki Atlas, s porečjem 74.000 km2, ki se izliva v Sredozemlje.

Srednji Atlas prispeva k tem rekam obilne in razmeroma redne tokove. Zadrževalniki so bili zgrajeni za nadzor poplav, za izboljšanje turizma in za ustvarjanje vodnih rezerv, ki podpirajo razvoj drevesničarstva, pomembnega za kmetijsko industrijo v regiji.